# Strawberry Panic!
 (janvier 2017).
Si vous disposez d'ouvrages ou d'articles de référence ou si vous connaissez des sites web de qualité traitant du thème abordé ici, merci de compléter l'article en donnant les références utiles à sa vérifiabilité et en les liant à la section « Notes et références ».
Strawberry Panic (ストロベリー・パニック, Sutoroberī Panikku!) est le titre d'un light novel, écrit par l'auteur japonaise Sakurako Kimino et dessiné par la japonaise Namuchi Takumi.
Il a été adapté en anime de 26 épisodes et manga de 2 tomes.

## Contexte
Strawberry Panic! se déroule sur la colline d’Astraea (アストラエアの丘 Asutoraea no Oka), où sont situées les trois écoles associées que sont Miatre, Spica et Le Rim. Chaque école possède son propre conseil étudiant, qui s’occupe de tous les thèmes reliés à l’école.
Régulièrement, les trois conseils étudiants ainsi que l’Étoile se réunissent pour former le Conseil Étudiant d’Astraea. Ces trois écoles ont le même système scolaire qu’en Écosse, particulièrement au niveau des classes. Les étudiantes progressent de la première année à la sixième.
La colline d’Astraea est considérée comme un endroit sacré où aucun homme n’est autorisé à entrer. La caractéristique principale d’Astraea est une grande église Catholique, située au sommet d’une colline près d’un petit lac ; elle se voit de très loin. Il y a également une écurie à Spica, et les étudiantes ont la possibilité de se rendre à la bibliothèque au bord du lac pour travailler. Le manga explique clairement que la bibliothèque a un autre nom, « Le Jardin Secret », même si dans l’anime c’est à peine évoqué. Ce nom est très connu sur le campus des trois écoles comme un endroit où les amoureuses se donnent rendez-vous en secret.
Les étudiantes vivant sur le campus occupent un bâtiment qu’on appelle la résidence Strawberry (いちご舎, Ichigo Sha) – même si son nom exact est « les dortoirs Astraea », en référence au nom de la colline.
L’édifice est en forme de triangle, permettant ainsi de séparer nettement les étudiantes des trois écoles ; chaque partie des dortoirs ayant à peu près la même taille. La résidence a été construite environ 100 ans avant que l’histoire ne commence, presque en même temps que Miatre, pour les étudiantes qui habitaient trop loin de l’école. Chaque étudiante a une compagne de chambre de la même année qu’elle jusqu’à ce qu’elles aient leur diplôme. S'il y a un nombre impair d’étudiante pour une année, une des nouvelles arrivantes doit habiter seule dans sa chambre jusqu’à ce qu’une nouvelle de la même année soit transférée dans la même école qu’elle.
Le nom de la résidence est basé sur la ressemblance avec une coupe transversale d’une framboise vue du dessus. Quand Strawberry Panic ! fut créé, les trois écoles formaient un triangle, avec la résidence Strawberry au milieu, et les dortoirs ne formaient pas un seul bâtiment mais trois bien distincts eux-mêmes disposés en triangle autour d’une cour centrale.

## Histoire
L’intrigue de Strawberry Panic ! tourne autour des vies des adolescentes inscrites aux trois écoles associées qui partagent donc un campus et des dortoirs. Les écoles sont Miatre (l’Académie de Miatre), Spica (l’institut pour filles de Spica) et Le Rim (l’école pour filles de Le Rim). Le personnage principal est Aoi Nagisa (que toutes appellent Nagisa, voir l'article Dénomination d'une personne en japonais), une jeune fille entrant en quatrième année à Miatre après avoir été transférée d’une autre école. La première fois qu’elle pénètre sur le campus, elle est émerveillée par l’apparence de l’école et des alentours, mais sa joie se transforme rapidement en chagrin lorsqu’elle trébuche et tombe au bas de la colline, se rendant alors compte qu’elle est perdue, complètement désorientée. Alors qu’elle marche sans trop savoir où elle va, Nagisa rencontre une autre étudiante plus âgée, nommée Hanazono Shizuma, qui se trouve être l’Étoile de la colline d’Astraea, une personne très importante qui agit en tant que représentante entre les différentes écoles et qui a des devoirs bien particuliers qu’elle doit absolument accomplir.
Nagisa est aussitôt bouleversée par la beauté de Shizuma et ne peut plus bouger. Après le baiser que Shizuma lui donne sur le front, Nagisa s’évanouit et se réveille à l’infirmerie de Miatre. Sur la chaise, à côté d’elle, se trouve une autre fille du même âge qu’elle, Suzumi Tamao, qui l’informe qu’elles partageront la même chambre.
Par la suite, Nagisa est présentée aux autres étudiantes des trois écoles ; elle en admire certaines, d’autres l’intimident, et d’autres sont des amies qu’elle rencontre en allant en cours à Miatre. L’histoire inclut les relations que les personnages tissent entre elles, atteignant leur sommet lorsque deux d’entre elles entrent dans une relation amoureuse. Le thème principal de Strawberry Panic ! est l’aspect homosexuel des relations que partagent les filles des trois écoles. Selon le moyen utilisé (manga ou anime), la façon dont les relations entre ces filles varie, l’anime relève nettement plus du « fan service » - visions suggestives des filles dans des situations équivoques - que le manga ou les light novels.

## Personnages principaux et écoles
Dans chacune des trois écoles, il y a quatre personnages principaux, qui forment les douze personnages originellement créées lorsque la série a commencé. Seules ces douze personnages apparaissent donc dans l’adaptation visuelle des light novels, les autres personnages apparaissent dans le manga et les light novels afin de créer de nouvelles intrigues et des conflits, et ces nouvelles étudiantes sont également présentes dans l’anime.

### Miatre
Nagisa Aoi (蒼井 渚砂, Aoi Nagisa)
Voix japonaise : Mai Nakahara
Élève de Miatre en quatrième année. Belle, mignonne, gentille et naïve, Nagisa a tout pour plaire. C'est ainsi que Tamao, Shizuma et Chiyo tomberont amoureuses d'elle. Elle déménage à la résidence Strawberry car ses parents ont quitté le pays. Elle parvient à se faire rapidement beaucoup d'amies qui la soutiendront tout au long de l'histoire. Elle tombe sous le charme de Shizuma dès le premier jour.
Shizuma Hanazono (花園 静馬, Hanazono Shizuma)
Voix japonaise : Hitomi Nabatame (en)
Élève de Miatre en sixième et dernière année. C'est l'Étoile de la résidence Strawberry et la représentante des 3 écoles réunies (Miatre, Spica et Le Rim). C'est une jeune fille incroyablement séduisante, mélancolique et mystérieuse issue de la haute aristocratie. Shizuma vivait dans le souvenir de Kaori Sakugai, son amie disparue, avant de rencontrer Nagisa et la faire tomber sous son charme. Elle ne respecte pas beaucoup les règlements et n'accomplit pas son devoir d'Étoile. Nagisa est la seule qui parvient à changer son attitude. Plus tard, elle tombe amoureuse de Nagisa et devient jalouse quand d'autres filles s'approchent d'elle.
Tamao Suzumi (涼水 玉青, Suzumi Tamao)
Voix japonaise : Ai Shimizu
Élève de Miatre, en quatrième année. Compagne de chambre de Nagisa. Belle, intelligente et mature. Tamao est une amie fidèle qui tentera toujours d'aider Nagisa quand il le faut. Il est montré plus tard que Tamao est sincèrement amoureuse de Nagisa, bien que cette dernière soit amoureuse de Shizuma. Malgré son cœur brisé, Tamao l'accepte et elles restent les meilleures amies.
Miyuki Rokujō (六条 深雪, Rokujō Miyuki)
Voix japonaise : Junko Noda
Élève de Miatre, en sixième et dernière année. Belle et stricte Miyuki est la présidente du conseil des étudiantes de Miatre. Elle est la personne la plus proche de Shizuma depuis bien longtemps et lui est entièrement dévouée. Elle a tout fait pour que son amie devienne Étoile et lui voue en secret des sentiments. Elle remplace la deuxième étoile depuis la mort de cette dernière.
Chiyo Tsukidate (月館 千代, Tsukidate Chiyo)
Voix japonaise : Chiwa Saitō
Élève de première année, domestique de Nagisa et Tamao, elle est amoureuse de Nagisa et ne souhaite que son bonheur depuis qu'elle l'a rencontré. Elle est très sensible, et tient à parvenir à ses fins seule pour ne pas déranger.

### Spica
Hikari Konohana (此花 光莉, Konohana Hikari)
Voix japonaise : Miyu Matsuki
Une belle jeune fille au cœur pur et élève de troisième année, Hikari fait partie de la chorale de Spica. Elle est sensible, timide et est amoureuse d'Amane depuis le premier jour où elle l'a aperçue. Sa meilleure amie, Yaya, est amoureuse d'elle.
Amane Ōtori (鳳 天音, Ōtori Amane)
Voix japonaise : Yuko Kaida
Fille adulée de Spica, élève de cinquième année, elle est surnommée le « prince de Spica » en raison de son allure androgyne. C'est une excellente cavalière qui a horreur d'être « sous les projecteurs ». Au cours du manga, Hikari deviendra plus importante pour elle. Elle perdra la mémoire et Hikari fera tout pour qu'elle se souvienne de son histoire.
Yaya Nanto (南都 夜々, Nanto Yaya)
Voix japonaise : Natsuko Kuwatani (en)
Élève de troisième année, une belle fille au fort caractère, amoureuse de Hikari depuis leur première rencontre, Yaya essayera tout pour montrer son amour à cette dernière. Son amour débordera un peu trop et leurs relations deviendront tendues. Nagisa et Tamao aideront les deux jeunes filles à se réconcilier. Yaya est une belle fille possédant un fort caractère et faisant partie de la chorale dont elle excelle. Au fil de l'histoire elle tombera amoureuse de Tsubomi.
Kaname Kenjō (剣城 要, Kenjō Kaname) et Momomi Kiyashiki (鬼屋敷 桃実, Kiyashiki Momomi)
Voix japonaise : Sayaka Kinoshita (en) et Saori Goto (en)
Assistantes de la présidente de Spica, Kaname et Momomi veulent l'empêcher d'aboutir à son rêve, c'est-à-dire faire de Amane l'Étoile. Elles sont camarades de chambre et également amantes.
Shion Tōmori (冬森 詩音, Tōmori Shion)
Voix japonaise : Hyo-sei (en)
Présidente du conseil des élèves et rivale de Miyuki depuis le début, son seul souhait est qu'Amane devienne Étoile, afin qu'Astraea ait au moins une Étoile de Spica. Très jalouse et se montrant supérieure, elle fera faire n’importe quoi à ses assistantes.
Tsubomi Okuwaka (奥若 蕾, Okuwaka Tsubomi)
Voix japonaise : Sakura Nogawa (en)
En première année à Spica. Elle est secrètement amoureuse de Hikari, même si on pourra penser plus tard qu'elle est attirée par Yaya… Elle se fait croire méchante mais est, au fond, une personne au cœur dévoué aidant les autres sous ses aires de mijaurée. Au fil de l'histoire elle tombera amoureuse de Yaya.

### Le Rim
Chikaru Minamoto (源 千華留, Minamoto Chikaru)
Voix japonaise : Saki Nakajima
Présidente de l'académie Le Rim. Belle, charismatique, douce et attentionnée. Avec ses deux assistantes Kizuna et Remon, elles forment beaucoup de clubs sur un coup de tête. Kizuna est souvent en déguisement, le hobby favori de Chikaru étant de créer des vêtements. Elle est un peu la « maman » des filles de la résidence.
Kizuna Hyūga (日向 絆奈, Hyūga Kizuna) et Remon Natsume (夏目 檸檬, Natsume Remon)
Voix japonaise : Ai Shimizu et Ui Miyazaki
Elles sont les assistantes de Chikaru. Elles souhaitent toujours faire plaisir aux autres. Leur relation oscille entre meilleures amies et amoureuses. Elles soutiennent souvent Kagome.
Kagome Byakudan (白檀 籠女, Byakudan Kagome)
Voix japonaise : Yukari Fukui (en)
Elle ne parle pas beaucoup et est toujours avec Oshibaru, son ours en peluche et son meilleur ami. Petit à petit, elle aidera Nagisa à surmonter ses problèmes. Elle prend son ours pour du réel et parle à sa place. Chikaru, Kizuna et Remon sont souvent avec elle.

## Manga
- Scénariste : Sakurako Kimino
- Mangaka : Namuchi Takumi
- Éditeur : Media Works
- Nombre de volumes disponibles au Japon : 2
- Nombre de chapitres : 14
- Date de première parution : septembre 2005

La première édition du volume 2 laisse apparaître en fin d'ouvrage « à suivre dans le volume 3 ». Le prétendu tome 3 s'est donc longtemps fait attendre. Il a fallu attendre une réédition spéciale pour voir la série complétée de ses deux chapitres manquants.

## Anime
- Réalisateur : Masayuki Sakoi
- Studio d'animation : Studio Madhouse
- Nombre d'épisodes : 26
- Durée d'un épisode : 24 minutes
- Date de première diffusion au Japon : avril 2006
- Statut : Diffusion terminée au Japon

### Liste des épisodes
| No | Titre français                    | Titre japonais | Titre japonais | Date de 1re diffusion |
| No | Titre français                    | Kanji          | Rōmaji         | Date de 1re diffusion |
| --- | --------------------------------- | -------------- | -------------- | --------------------- |
| 01 | La Colline des Fleurs de Cerisier | 櫻の丘         | Sakura no Oka  | 3 avril 2006          |
| Nagisa Aoi vient d'être transférée a l'école pour fille St Miatre et intègre la résidence Strawberry où elle rencontre Tamao Suzumi sa camarade de chambre. Elle rencontre également « l'Étoile » d'Astrea, Shizuma Hanazono qui la fascine. |                                   |                |                |                       |
| 02 | Étoile                            | エトワール     | Etowāru        | 10 avril 2006         |
| Tamao invite Nagisa au club de littérature où elle récite un poème qu'elle a écrit à propos d'un arc-en-ciel. Shizuma manque une importante discussion au déjeuner. Nagisa et Shizuma se rencontrent plusieurs fois par hasard; Nagisa rentre en collision avec Shizuma en courant dans un couloir où Shizuma flirte avec elle et tente de l'embrasser avant d'être interrompue par le tintement de la cloche, et Nagisa trouve Shizuma avec une autre jeune étudiante de St Miatre. Après les derniers événements, Nagisa se réfugie à la bibliothèque et Shizuma la suit, la rattrapant et tentant de l'embrasser une fois de plus avant d'être interrompue. La présidente de l'école gronde Shizuma pour son comportement envers la nouvelle étudiante transférée et pour avoir délaissé ses responsabilités d'Étoile, mais Shizuma rejette l'accusation. |                                   |                |                |                       |
| 03 | Le grenier                        | 屋根裏         | Yaneura        | 17 avril 2006         |
| Tamao et deux camarades de classe font visiter le dortoir Strawberry à Nagisa, et Shizuma la surprend encore et continue de lui faire des avances. Nagisa réalise qu'elle est incapable de bouger tant que Shizuma la regarde. Shizuma part pour éviter des membres du conseil des élèves. Plus tard, Nagisa interrompt accidentellement une réunion de la présidente du conseil à propos des absences répétées de Shizuma. La présidente du conseil des étudiantes de Le Rim, Chikaru Minamoto, dit à Nagisa que son interruption est la bienvenue car elle a clos le débat sur les absences de Shizuma plus tôt. Elle lui explique certaines des responsabilités de l'Étoile qu'esquive Shizuma, ainsi que des différences majeures entre les trois écoles, expliquant le débat entre les autres présidentes des conseils des élèves. Nagisa admire Chikaru et se demande pourquoi Shizuma se soustrait à ses responsabilités. Elle décide de s'assurer que Shizuma assiste à la cérémonie de bienvenue des nouveaux élèves. Après bien des recherches, elle trouve enfin Shizuma et la convint d'assister à l’événement. |                                   |                |                |                       |
| 04 | Le cheval blanc                   | 白馬の君       | Hakuba no Kimi | 24 avril 2006         |
| Hikari se rappelle son transfert à Spica un an auparavant et de la première fois qu'elle a vu Amane chevaucher son destrier en pensant que c'était un ange. Hikari et Yaya, son amie et camarade de chambre, chantent dans la chorale de Spica et s’entraînent pour la cérémonie de félicitations pour le retour d'Amane et du reste de l'équipe d'équitation. Hikari, qui est extrêmement nerveuse pour cet événement, prie seule à la fontaine pour une bonne performance. Elle et les autres étudiantes de Spica se regroupent pour assister au retour d'Amane, moment auquel l'Étoile lui offre un bouquet de roses pour sa performance. Durant la cérémonie, Hikari se met accidentellement à chanter trop tôt à cause du stress et se retrouve embarrassée. Amane se lève pour calmer l'assemblée et la chorale reprend sans Hikari, très déçue par elle-même. Pendant ce temps, la présidente du conseil des élèves de Spica discute de l'élection d'une nouvelle Étoile avec deux de ses camarades et exprime son désir de voir Amane occuper ce rôle, en dépit du fait que celle-ci ne soit pas intéressée. Hikari annonce à Yaya qu'elle veut quitter la chorale car elle est trop déçue d'elle-même. Tôt le lendemain matin, Hikari retourne à la fontaine et pense à Amane avant de se retrouver à chanter près des chevaux. Elle est surprise lorsqu'Amane apparaît sur son cheval et lui adresse ses encouragements. Amane ramène Hikari à son dortoir et lui demande si elle pourrait encore l'écouter chanter une autre fois. Hikari décide finalement de rester dans la chorale. |                                   |                |                |                       |
| 05 | Petites sœurs                     | 妹たち         | Imōtotachi     | 1er mai 2006          |
| Les élèves de première année de Miatre sont sélectionnées pour devenir les aides de chambre de leurs aînées. C'est une élève nommée Chiyo qui s'occupe de la chambre de Nagisa et Tamao. |                                   |                |                |                       |
| 06 | La serre                          | 温室           | Onshitsu       | 8 mai 2006            |
| Nagisa cherche un club qu'elle aimerait rejoindre, mais aucun d'eux de l'intéresse. Plus tard elle découvre la serre privée de l'Étoile et l'aide avec ses fleurs. |                                   |                |                |                       |
| 07 | Un Piège Épineux                  | 荊の罠         | Ibara no Wana  | 15 mai 2006           |
| Alors que la relation de Hikari et Amane progresse, Shion essaye de convaincre Amane de se présenter pour la prochaine élection de l'Étoile. Toutefois, à l'insu de Shion, Kaname et Momomi préparent un autre plan impliquant Hikari. |                                   |                |                |                       |
| 08 | L'hortensia                       | 紫陽花         | Ajisai         | 22 mai 2006           |
| Nagisa offre son parapluie préféré à Kagome mais ne lui donne pas son nom. Plus tard, avec l'aide de Chikaru et ses amies, Kagome cherche à connaître le nom de celle qui lui a donné ce parapluie. Pendant ce temps, Tamao essaye désespérément d'assouvir son fantasme de marcher sous le même parapluie que Nagisa. |                                   |                |                |                       |
| 09 | Souvenirs                         | 記憶           | Kioku          | 29 mai 2006           |
| Les « Sept Mystères » du dortoir Strawberry sont mentionnés. Nagisa et Tamao commencent à enquêter sur le premier mystère, « La Fille du Couloir », malgré la peur du surnaturel de Nagisa. |                                   |                |                |                       |
| 10 | Cours particuliers                | 個人教授       | Kojinkyōju     | 5 juin 2006           |
| Nagisa se prépare pour les partiels et reçoit des cours de français de Shizuma. |                                   |                |                |                       |
| 11 | L'étoile filante                  | 流星雨         | Ryūseiu        | 12 juin 2006          |
| Nagisa et la plupart de ses amies vont en voyage à la plage durant l'été. Là-bas, toutes les filles trouvent un moyen de s'amuser et elles font même un test de courage. Pendant ce temps, Nagisa découvre à quel point Shizuma lui manque. |                                   |                |                |                       |
| 12 | L'été                             | 夏時間         | Natsujikan     | 19 juin 2006          |
| Les grandes vacances ont commencé et la plupart des étudiantes du dortoir Strawberry rentrent chez elles, laissant Nagisa, Shizuma et quelques autres sur place. Sans les interférences des autres étudiantes, Shizuma peut enfin se rapprocher de Nagisa. |                                   |                |                |                       |
| 13 | Le bruit des vagues               | 潮騒           | Shiosai        | 26 juin 2006          |
| Hikari a finalement l'occasion de retrouver Amane lors d'un rendez-vous. Toutefois, une fois encore Kaname et Momomi essaient de les séparer pour que Spica puisse occuper la position d'Étoile. Au milieu de tout cela, les sentiments de Yaya pour Hikari ne cessent de croître, au point qu'elle ne puisse plus se contenir et embrasse soudainement une Hikari choquée. |                                   |                |                |                       |
| 14 | Plus que des amies                | 親友以上       | Shinyū Ijō     | 3 juillet 2006        |
| L'incident de Yaya avec Hikari l'effraie à l'idée qu'elle l'ai perdue pour toujours. Avec l'aide de Nagisa et Tamao, Yaya et Hikari se réconcilient et ont une nouvelle chance de redevenir meilleures amies pour toujours. |                                   |                |                |                       |
| 15 | Héroïne                           | ヒロイン       | Hiroin         | 10 juillet 2006       |
| Au dortoir Strawberry, tout le monde discute des deux pièces qui seront jouées lors du festival de drama d'Astraea. La pièce principale, Carmen est au centre de l'attention car tout le monde attend l'annonce des noms des comédiennes choisies pour jouer les rôles principaux. La seconde pièce est Roméo et Juliette et elle déclenche une guerre de pierre-feuille-ciseaux chez les secondes années afin de savoir qui va jouer le rôle de Roméo. On demande à Tamao d'écrire le script pour l'interprétation de Carmen. |                                   |                |                |                       |
| 16 | Derrière la scène                 | 舞台裏         | Butaiura       | 17 juillet 2006       |
| Alors que tout le monde se prépare pour le spectacle, il semblerait qu'il y ait un débat concernant Kaname et Momomi avec les autres. Plus tard, après avoir essuyé deux événements mettant fin au spectacle, toutes les étudiantes impliquées dans la pièce se regroupent pour offrir aux autres un spectacles qu'elles n'oublieront pas. |                                   |                |                |                       |
| 17 | Secret                            | 秘密           | Himitsu        | 24 juillet 2006       |
| Alors que les trois écoles attendent avec impatience l'élection d'un nouveau couple d'Étoiles, Nagisa apprend la vérité derrière cette tradition et reçoit une invitation inattendue de Shizuma pour obtenir plus d'informations sur l'ex-partenaire de cette dernière, l'Étoile décédée. |                                   |                |                |                       |
| 18 | L'orage de l'Amour                | 愛の嵐         | Ai no Arashi   | 31 juillet 2006       |
| Durant une nuit pluvieuse dans la villa de Shizuma, Nagisa apprend la vérité à propos de Kaori Sakuragi, l'Étoile décédée. Toutefois, elle fait aussi la douloureuse découverte de la proximité avec laquelle les Étoiles étaient liées et que leur passé partagé est un souvenir encore frais. |                                   |                |                |                       |
| 19 | Refrain                           | リフレイン     | Rifurein       | 7 août 2006           |
| Miyuki raconte à Nagisa les événements concernant Shizuma et la désormais morte Kaori, dont elles ont toutes les deux fait le deuil durant les trois dernières années. Alors qu'elle raconte son histoire, elle aborde aussi les effets qu'ont les va-et-vient de Nagisa sur Shizuma et elle-même. |                                   |                |                |                       |
| 20 | Confession                        | 告白           | Kokuhaku       | 14 août 2006          |
| Shizuma évite tout le monde et Nagisa, aussi joviale qu'à son habitude, essaie de lui communiquer sa joie, mais finit par tomber en dépression. Elle se demande alors si venir à Miatre était une bonne idée, mais heureusement Tamao est là pour lui rappeler à quelle point elle lui est chère. Au même moment, les amies de Nagisa en première et seconde année décident de se regrouper pour lui remonter le moral. Tamao explique à Nagisa qu'elle se sentait seule dans sa chambre avant son arrivée, et c'est à ce moment que les autres arrivent avec des cookies. À la fin de l'épisode, on voit Tamao embrasser et avouer son amour à Nagisa alors que celle-ci est endormie. |                                   |                |                |                       |
| 21 | Comme une fleur                   | 花のように     | Hana no Yōni   | 21 août 2006          |
| La fin du mandat d'Étoile de Shizuma approche et elle se prépare à rendre son bureau. Un dernier message de Kaori la pousse à reconsidérer ses choix dans la vie, ainsi que son comportement vis-à-vis des autres personnes. |                                   |                |                |                       |
| 22 | Le duel                           | 決闘           | Kettō          | 28 août 2006          |
| Les préparations pour l'élection d'une nouvelle Étoile sont en cours et occupent davantage l'attention générale. Après une autre confrontation physique avec Kaname, Hikari lui dit quelque chose qui la pousse à la défier lors d'un match de tennis. Durant leur match, Hikari et Yaya ont finalement une discussion importante. Kaname admet également qu'elle aime et déteste Amane en même temps à cause de son incapacité à la surpasser dans le moindre domaine. Momomi, l'amoureuse de Kaname, entend ça et les deux filles se séparent après le match. On persuade Amane de se présenter pour l'élection de la nouvelle Étoile avec Hikari comme partenaire. On révèle également que c'est Tamao et Nagisa qui ont été choisies pour représenter Miatre dans l'élection de l'Étoile. |                                   |                |                |                       |
| 23 | Labyrinthe                        | 迷路           | Meiro          | 4 septembre 2006      |
| Pour contrer les plans pour l'élection de l'Étoile d'Amane, Miyuki fait à Nagisa et Tamao une offre qu'elles ne peuvent pas refuser : entrer dans la partie et répéter l'histoire victorieuse de Miatre. Nagisa et Shizuma entrent dans un conflit interne à propos de leurs sentiments, et la tragédie frappe lorsqu'Amane tombe de cheval alors qu'elle est sur le point d'avouer ses sentiments à Hikari. |                                   |                |                |                       |
| 24 | L'anneau du destin                | 運命の輪       | Unmei no Wa    | 11 septembre 2006     |
| Amame se réveille après sa chute mais souffre d'une perte de mémoire partielle. Elle a notamment oublié sa relation avec Hikari, ce qui laisse cette dernière avec le cœur brisé. Dans le même temps, Nagisa et Tamao commencent leur entraînement pour l'élection de l'Étoile avec une tutrice inattendue, Shizuma. |                                   |                |                |                       |
| 25 | La valse                          | 円舞曲         | Enbukyoku      | 18 septembre 2006     |
| Tamao et Nagisa continuent de s’entraîner à la danse pour l'élection de l'Étoile, mais il faudra encore l'aide de Shizuma pour que Nagisa ai une chance de devenir la prochaine Étoile. Pendant ce temps Amane retrouve ses souvenirs quand Hikari chante la même chanson que lors de leur première rencontre. Les deux filles consomment finalement leur amour. |                                   |                |                |                       |
| 26 | Un nouveau départ                 | はじまり       | Hajimari       | 25 septembre 2006     |
| L'élection de l'Étoile a débuté. Shizuma prend sa décision finale concernant leur relation et déclare à Nagisa qu'elle l'aime au beau milieu de la cérémonie. Les deux filles partent en courant avant l'annonce de la gagnante de l'élection. Alors qu'Amane et Hikari prennent ensemble leurs positions de nouvelles Étoiles, Shizuma et Nagisa consomment finalement leur amour et Nagisa doit se faire pardonner auprès d'une Tamao au cœur brisé. |                                   |                |                |                       |